# ロデリンダ

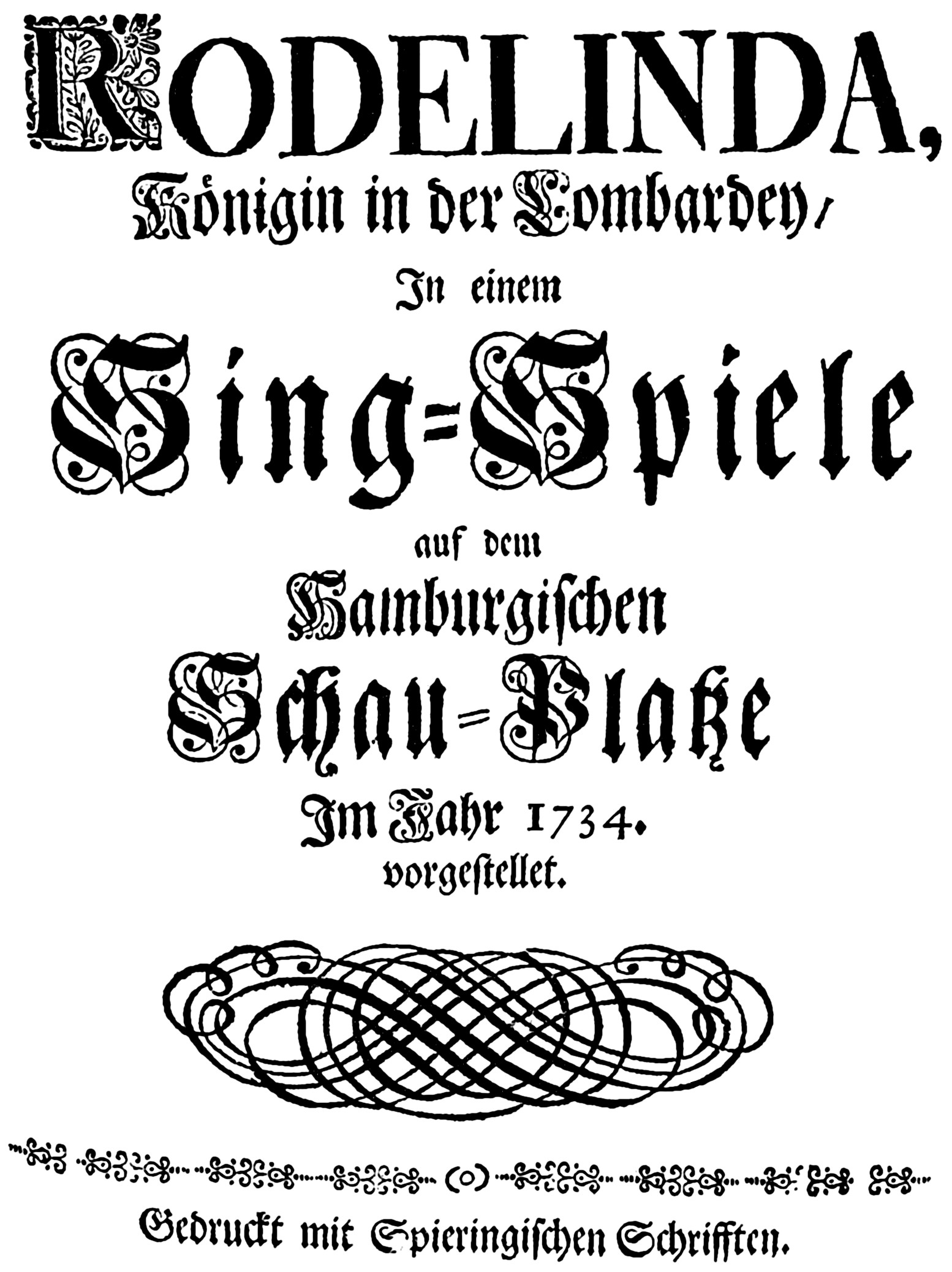
1734年にハンブルクで上演されたときのリブレットの表紙

『ロデリンダ』、正式には『ロンバルディア王妃ロデリンダ』（Rodelinda, Regina de' Longobardi）HWV 19は、ゲオルク・フリードリヒ・ヘンデルが1725年に作曲したイタリア語のオペラ・セリア。『エジプトのジュリアス・シーザー』と『タメルラーノ』に続いて作曲された。
20世紀に復活上演されるようになってから、『ロデリンダ』はヘンデルのオペラのうちでももっともよく上演されたもののひとつである。
7世紀後半のランゴバルド王国の内紛を主題としているが、史実にはあまり忠実でなく、コルネイユの戯曲『ペルタリト』にもとづく所が多い。

## 概要
台本はアントニオ・サルヴィのものにもとづき、ニコラ・フランチェスコ・ハイムによって書かれた。ジャコモ・アントニオ・ペルティがサルヴィの台本をもとに1710年にオペラを書いている。また、テレマンの数少ない現存するオペラ『フラヴィウス・ベルタリドゥス』も同じ話をもとにしている。
曲は1725年1月20日に完成し、2月13日にヘイマーケット国王劇場で初演された。オペラは成功したが、成功の原因には主役を演じたクッツォーニが着ている絹のガウンを見ようと人々が押しよせたことがあった。若い女性たちはこの服を流行に取り入れた。
『ロデリンダ』は1725年のシーズン中に13回上演された。同年12月にも8回再演された。1731年にも8回、また1734年にはハンブルクで上演されている。

## 編成
- ホルン2、リコーダー2、フルート、オーボエ2、ファゴット、弦、通奏低音。

## 登場人物
タイトルロールのロデリンダは、初演では看板歌手のフランチェスカ・クッツォーニが主演した。男性主役のベルタリードはカストラートのセネジーノが、グリモアルドは『タメルラーノ』でバヤゼット役を歌ったテノールのフランチェスコ・ボロジーニが演じた。
- ロデリンダ：ソプラノ - ロンバルディア王ベルタリードの妃。
- ベルタリード：コントラルト（カストラート）- ロンバルディア王だがグリモアルドによって王位を逐われている。
- グリモアルド：テノール - ベネヴェント公爵。ベルタリードから王位を奪った。
- エドゥイジェ：コントラルト - ベルタリードの妹、グリモアルドの婚約者。
- ウヌルフォ：コントラルト（カストラート）- ベルタリードの友人。グリモアルドに仕えているが、ひそかにベルタリードと連絡をとっている。
- ガリバルド：バス - トリノ公爵。グリモアルドの仲間。

ほかにベルタリードとロデリンダの子であるフラヴィオが登場するが、歌わない。

## あらすじ

### 第1幕
ロンバルディア王ベルタリードはグリモアルドによって王位を奪われた後、死んだと考えられている。王妃ロデリンダと子のフラヴィオはグリモアルドの監視下に置かれている。グリモアルドは自らの権力を正当化するためにロデリンダと結婚しようとするが、ロデリンダは拒絶する。
グリモアルドは、ガリバルドの入れ知恵によってエドゥイジェの愛を拒む。
ベルタリードは実際には死んでいなかった。それを知る唯一の人物であるウヌルフォがやってきてベルタリードに現状を伝え、死んだという知らせによってロデリンダは悲しんでいるが、逃亡生活を続けるために真相は知らせずにおく必要があると主張する。
ロデリンダのもとにガリバルドが現れ、グリモアルドと結婚しなければ子供の命はないと脅す。ロデリンダはやむなく結婚を承諾する。隠れて見ていたベルタリードは妻の不実を怒る。

### 第2幕
ガリバルドは、グリモアルドとの関係を解消したエドゥイジェに求婚し、それによって権力を得ようとする。
ロデリンダはグリモアルドとの結婚を受け入れる条件としてわが子フラヴィオを目の前で殺すようにいう。グリモアルドは心がゆらぎ、実行することができない。ウヌルフォはグリモアルドに美徳を勧めるが、ガリバルドはフラヴィオを殺すことを勧める。
外国人に変装したベルタリードは悲しみの歌を歌うが、それを聞いていたエドゥイジェに正体が露見する。ウヌルフォもやってきて、ロデリンダの態度が貞節で立派であることを伝える。ベルタリードは自分が生きていることを伝えるのは今だとして、ロデリンダに会い、貞節を疑ったことを謝罪するが、そこをグリモアルドに発見され、捕えられる。ベルタリードとロデリンダの悲しみの二重唱で終わる。

### 第3幕
ベルタリードは牢にとらわれているが、ウヌルフォは疑われておらず、ベルタリードの監視をまかされている。エドゥイジェは牢から秘密の抜け道へと出る鍵をウヌルフォに渡す。
牢の中のベルタリードは剣を手に入れ、やってきた人物を刺すが、それがウヌルフォだったために動転する。傷に構わずウヌルフォはベルタリードを秘密の抜け道へと導く。エドゥイジェとロデリンダもやってくるが、ベルタリードが捨てていった上着とウヌルフォの血とを見て、ベルタリードが死んだと思い、嘆く。
一方グリモアルドは罪を重ねることを恐れ、不安から逃れるために眠る。ガリバルドが裏切ってグリモアルドを刺そうとするが、そこへやってきたベルタリードに助けられる。ガリバルドは死に、グリモアルドはベルタリードを恩人として王位を返し、エドゥイジェに対して再び求婚する。ロデリンダは再びベルタリードのもとに戻り、喜びの合唱のうちに幕が降りる。

## 演奏
『ロデリンダ』は、1920年のゲッティンゲン・ヘンデル音楽祭で最初に上演された作品だった。